# Szymon (metropolita Moskwy)
Szymon, ros. Симон (ur. ?, zm. 1512) – metropolita Moskwy pomiędzy 1495 a 1511.